# Großsteingrab Windeby
Das Großsteingrab Windeby ist eine megalithische Grabanlage der jungsteinzeitlichen Trichterbecherkultur bei Windeby im Kreis Rendsburg-Eckernförde in Schleswig-Holstein. Es trägt die Sprockhoff-Nummer 74.

## Lage
Das Grab befindet sich westlich von Windeby und etwa 1,3 km südlich von Kochendorf in einem Waldstück. In der näheren Umgebung gab es ursprünglich weitere Großsteingräber: Etwa 800 m nördlich befand sich das zerstörte Großsteingrab Kochendorf und 800 m westsüdwestlich das zerstörte Großsteingrab Osterby.

## Beschreibung
Die Anlage besitzt ein nord-südlich orientiertes rechteckiges Hünenbett mit abgerundeten Schmalseiten. Seine Länge beträgt 36 m und seine Breite 8 m. Am Südende des Bettes befindet sich die Grabkammer. Von ihr sind nur noch zwei Steine erhalten. Die genauen Maße und der Typ der Kammer sind unbekannt.